# Romenay
Romenay település Franciaországban, Saône-et-Loire megyében. Lakosainak száma 1740 fő (2022. január 1.). Romenay Curciat-Dongalon, Saint-Trivier-de-Courtes, Sermoyer, Vernoux, Vescours, La Chapelle-Thècle, La Genête, Montpont-en-Bresse és Ratenelle községekkel határos.

## Népesség
A település népessége az elmúlt években az alábbi módon változott:
| Lakosok száma | 2877 | 2820 | 1642 | 1653 | 1668 | 1674 | 1687 | 1704 | 1731 | 1740 |
|               | 1793 | 1926 | 2010 | 2012 | 2015 | 2017 | 2018 | 2019 | 2021 | 2022 |